# جیم تاوار
جیم تاوار (به انگلیسی: Jim Tavaré) (زاده ۲ جولای، ۱۹۶۳) استندآپ کمدین، موسیقی‌دان و بازیگر انگلیسی است که برای برنامه تلویزیونی نمایش اسکچ و همچنین بازی در نقش تام (مالک پاتیل درزدار) در فیلم هری پاتر و زندانی آزکابان شناخته می‌شود.